# Mollie Arline Kirkland Bailey
Mollie Arline Kirkland Bailey (Mobile,1841—Houston, 2 de octubre de 1918), también conocida como Tía Mollie  y la Reina del Circo del Suroeste, fue una empresaria, artista de circo y espía estadounidense. Es considerada como la primera mujer en dirigir un circo en Texas en su época, labor que realizó durante más de cincuenta años.

## Trayectoria
Mollie Arline Kirkland nació en una plantación, en o cerca de Mobile, en Alabama, hija de Mary y William  Arline Kirkland. El año generalmente aceptado es 1841, que es la fecha utilizada por su familia y la Comisión Histórica de Texas y que aparece en su lápida. Cuando era niña, demostró tener talento para la actuación, montando obras con sus hermanos. Sus padres la inscribieron en un internado cerca de Tuscaloosa.
Conoció a James Augustus «Gus» Bailey, un cornetista procedente de una familia circense, cuando era adolescente. Sus padres no aprobaron su matrimonio, por lo que, en marzo de 1858, Kirkland y Bailey se fugaron y se casaron. Por la  fuga y porque ambos robaron un carro y varios caballos de la familia, sus padres la desheredaron. Kirkland hizo numerosos intentos de reconciliarse con su padre, William, pero él siempre la rechazó.
La pareja, junto con su hermana, Fanny, y su cuñado, Alfred, comenzaron a actuar en Alabama, Arkansas y Mississippi con su propio circo ambulante llamado Bailey Family Troupe, hasta que comenzó la Guerra de Secesión. Como sureño, su marido se alistó en el Ejército de los Estados Confederados, inicialmente asignado al 44.º Regimiento de Infantería en Selma, Alabama, y más tarde transferido a la Brigada de Texas de Hood para servir como director de banda. Para hacer su parte al servicio de la Confederación, Kirkland se convirtió en enfermera, cuidó a los soldados confederados y sirvió como espía, disfrazada de mujer mayor que vendía galletas, para John Bell Hood y Jubal Anderson Early, dejando a su hija Dixie con amigos en Virginia para realizar las misiones.
En 1864 volvió a actuar, junto a su marido y su cuñado, como parte de Hood's Minstrels. Hacia el final de la Guerra de Secesión, los Bailey alcanzaron gran fama gracias a la popularidad de la canción de marchas The Old Gray Mare, que su esposo había escrito durante su estancia en el ejército. La melodía era tan popular que se convirtió en el himno de la Brigada de Texas y, más tarde, en 1928, se utilizó como tema de la Convención Nacional Demócrata.
Después de la guerra, empezaron a hacer giras en barcos de espectáculos como la Bailey Concert Company y así continuaron hasta 1879, año en que empezaron oficialmente a hacer giras como circo. Su esposo cayó enfermo al principio de su carrera como artistas de circo, por lo que Kirkland Bailey supervisó las operaciones del espectáculo, que pasó a llamarse Mollie A. Bailey Show. Su circo era conocido porque los veteranos, tanto de la Confederación como de la Unión, y los niños indigentes tenían entrada gratuita a los espectáculos. Aunque comenzó como un circo de una sola pista, el espectáculo despertó interés y, en su momento álgido, llegó a contar con treinta y un carromatos y más de doscientos animales. Estaba destinado a las familias por lo que carecía de juegos de estafa u otros engaños y recorría predominantemente ciudades pequeñas. En 1902 incluyó actuaciones con elefantes y camellos. Junto a Kirkland Bailey actuaron sus hijos y su segundo marido, A. H. (Blackie) Hardesty, que era el encargado del alumbrado de gas del circo, con quién se casó en 1906 y pasó a conocerse como Blackie Bailey. Algunas fuentes indican que en su circo se proyectaron las primeras películas en Texas en una carpa destinada a tal fin.
Cuando el circo cuando el circo empezó a viajar por ferrocarril, agasajó a sus invitados recibiéndolos en un vagón de salón finamente decorado, en el que recibió a los gobernadores James Stephen Hogg y Oscar Branch Colquitt, a los senadores Joseph Weldon Bailey y Morris Sheppard o a los miembros de la Brigada de Hood. Era amiga del jefe comanche Quanah Parker.
Durante su trayectoria circense se le conoció como Tía Mollie y como la Reina del Circo del Suroeste. Kirkland Bailey se retiró del circo en 1917, tras la muerte de hija menor, Brida, aunque continuó administrando las actividades del circo por telegrafía. Murió en el St. Joseph's Infirmary, después St. Joseph Medical Center, en Houston, Texas y fue enterrada en el área de Fountain Hill del cementerio de Hollywood, en Houston, Texas. A los dos años de su fallecimiento, sin su guía, el circo cerró.

## Reconocimientos
Tras su fallecimiento, la Comisión Histórica de Texas erigió una placa conmemorativa en su honor en el cementerio donde fue enterrada.